# تصویرنگاشت

نشانهٔ «سگ ممنوع» در اسپانیا

تصویرنگاشت یا پیکتوگرام نشانه‌ای است که یک پنداره، شیء، فعالیت، مکان یا رویداد را آشکار می‌کند. «تصویرنگاری» یک گونهٔ نوشتن است که پنداره‌ها از راه کشیدن (رسم کردن) منتقل می‌شوند. این پایهٔ دبیرهٔ میخی و تا حدودی هیروگلیف است که از تصویر و نقاشی در کنار حروف بهره می‌برند.

## کاربرد
برای راهنمایی افراد، به‌ویژه در هتل‌ها، از تصویرنگاشت یا تصاویر راهنما استفاده می‌شود. تصویرنگاشت‌ها باید به‌گونه‌ای طراحی شوند که افراد در نگاه اول معنی اصلی آنها را تشخیص دهند.
از آنجا که افراد مختلفی با فرهنگ‌ها و زبان‌های خاص خود وارد این مکان‌ها می‌شوند، نشانه‌های تصویری و نوشتاری تقریباً در همه جای دنیا به یک شکل کاربرد دارند تا نقش خود را به‌عنوان راهنما به‌خوبی ایفا کنند.
می‌توان گفت که پیکتوگرام‌ها یک زبان جهانی هستند و برای کودکان، بزرگسالان، سالمندان و معلولان نشانه‌های مشخصی هستند که آن‌ها را به‌راحتی به مقصد موردنظر سوق می‌دهد.

## طراحی
البته طراحی این تصاویرِ به‌ظاهر ساده بیش از هر چیز دیگری دارای ارزش است؛ زیرا طرحی که طراح برای پیکتوگرام ترسیم می‌کند باید با خطوط و سطح‌های بسیار ساده با رعایت اصول زیبایی‌شناسی و با کمترین رنگ انجام شود، این طرح‌ها بااینکه بسیار ساده هستند اما باید به‌گونه‌ای باشند که با نگاه اول تداعی‌کنندهٔ اَشکال و نیز مفهوم موردنظر باشند تا بیننده دچار ابهام نشود.

## نگارخانه

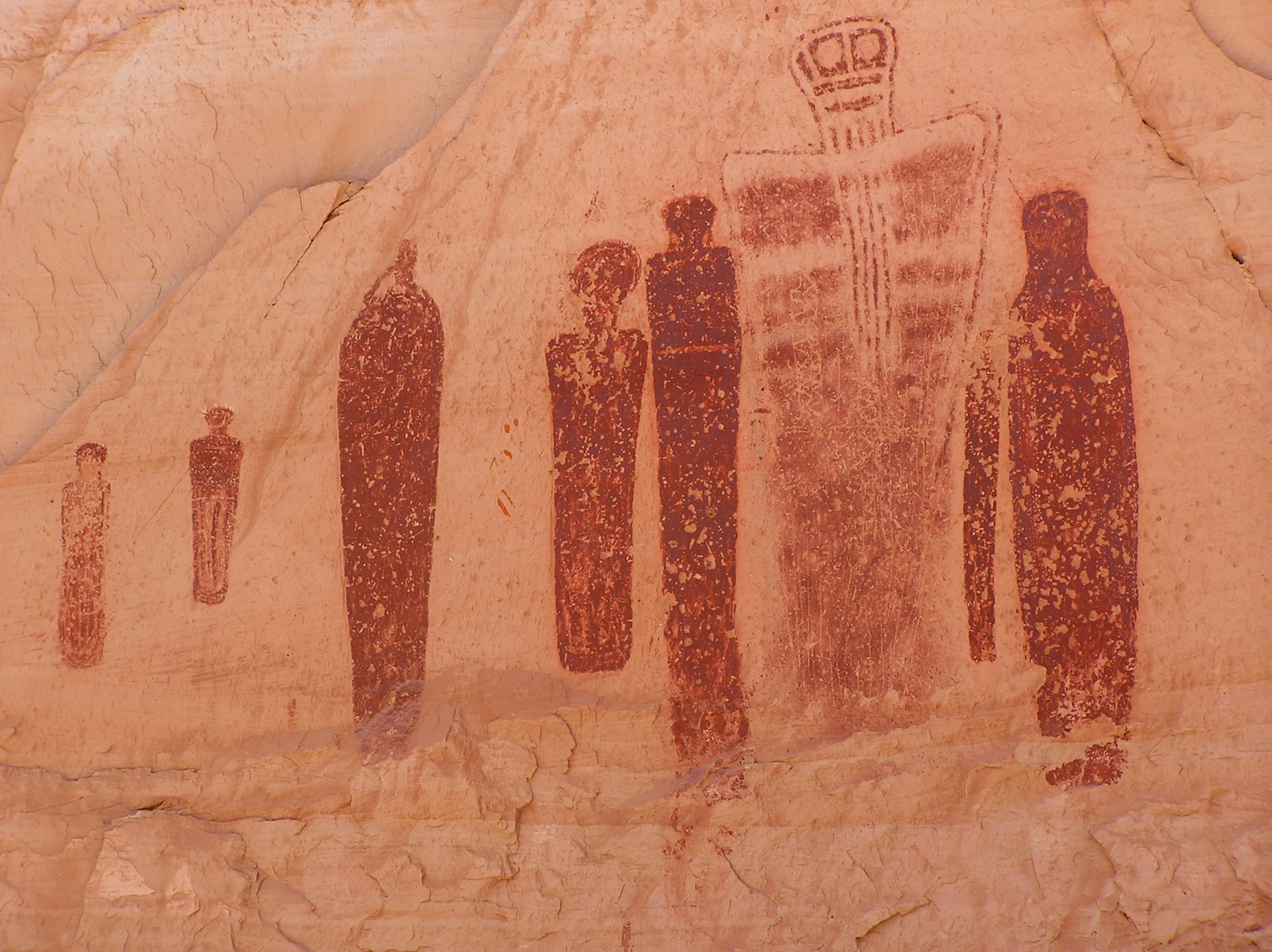
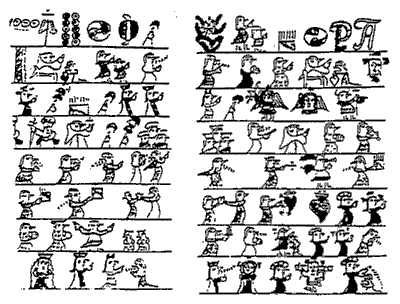
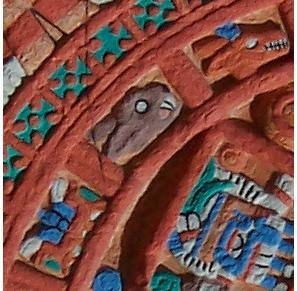
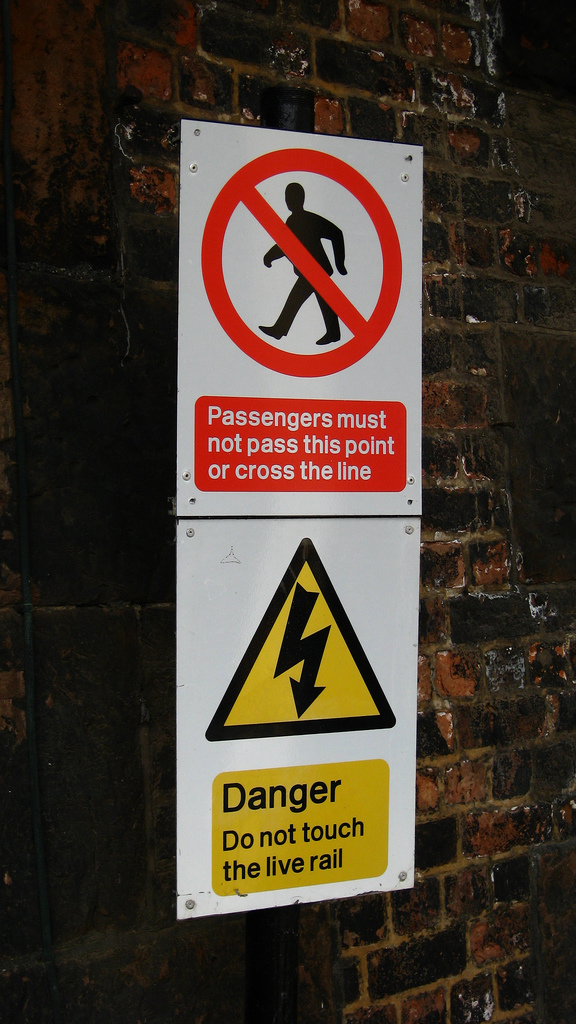
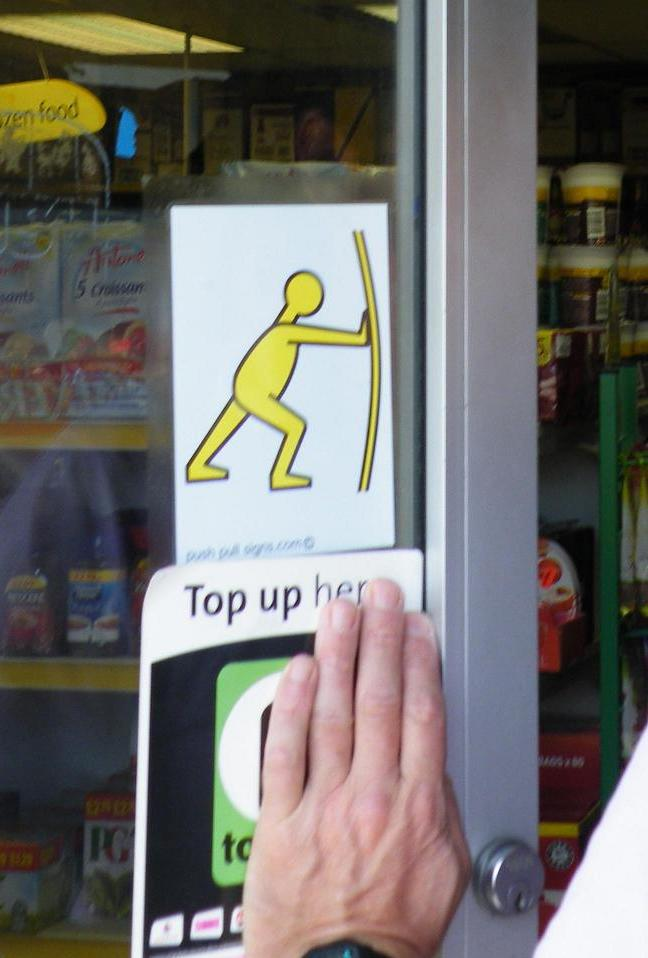
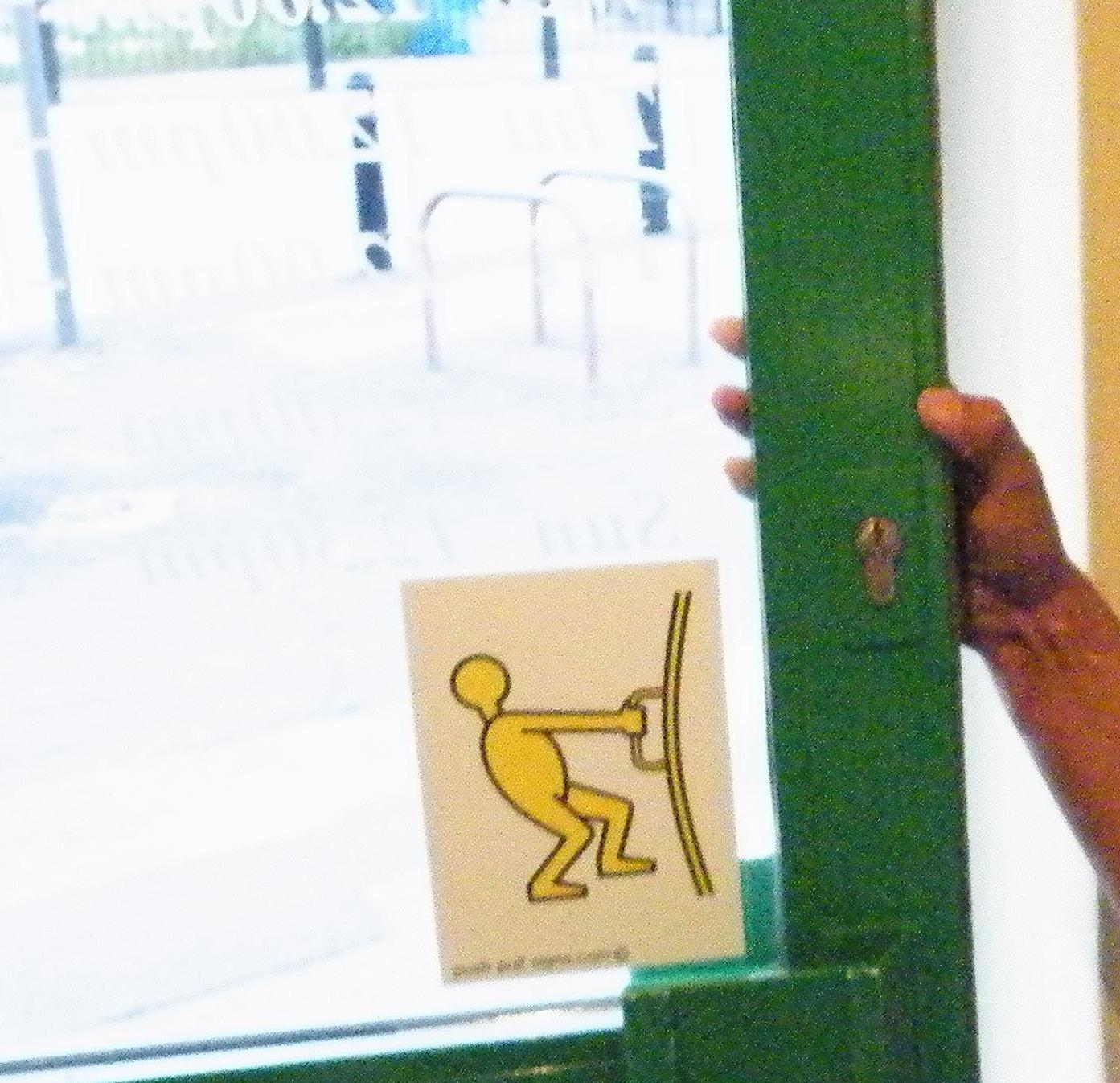
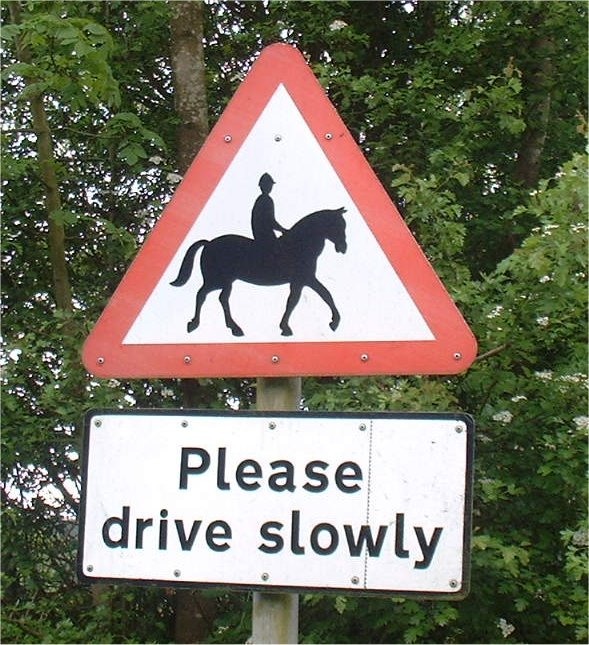